# 931
931(구백삼십일)은 930보다 크고 932보다 작은 자연수다.

## 수학
- 합성수로, 그 약수는 1, 7, 19, 49, 133, 931이다. 진약수의 합은 209이므로, 931은 부족수다.
- {\displaystyle 931=307+311+313}
  - 연속하는 세 소수(素數)의 합으로 나타낼 수 있으며, 이 성질을 지닌 앞의 수는 911, 다음 수는 941이다.
- {\displaystyle 30^{3}-1}은 931로 나누어떨어진다.

## 과학
- NGC 931(영어판): 삼각형자리 방향에 있는 나선은하.

## 교통

### 철도
- 서울 지하철 9호선 삼전역의 역번호.

### 도로
- 유럽 고속도로 931호선: 이탈리아 마차라델발로에서 젤라까지 이어지는 유럽 고속도로.
- 931번 지방도: 경상북도 예천군 감천면에서 봉화군 물야면까지 이어지는 대한민국의 지방도.

## 문화유산
- 대한민국의 보물 제931호: 조선태조어진 (해제)[a]

## 기타
- 연도: 931년, 기원전 931년